# 诺基亚Lumia 820
诺基亚 Lumia 820是Windows Phone 8平台的智能手机，2012年9月5日上市。它拥有一颗1.5GHz的双核Qualcomm Snapdragon S4 MSM8960处理器，支持GSM、WCDMA和LTE网络，搭载一块使用AMOLED和ClearBlack技术的4.3寸电容式触摸屏以及一颗800万像素的蔡司镜头以及双LED闪光灯。Lumia 820并未内建Qi无线充电模组。需要另配支持Qi无线充电的外壳方可无线充电。